# One (Always Hardcore)
One (Always Hardcore) è un singolo del gruppo musicale techno tedesco degli Scooter, pubblicato nel 2004, e presente nell'album Mind the Gap.
Il singolo é una parziale cover del brano Always Hardcore degli Neophyte, riadattandolo in chiave techno più melodica. Si può considerare tra i brani di maggior successo della band nel nuovo millennio, nonché un ritorno ad uno stile più vicino alla techno hardcore, perso in parte nelle produzioni di primi anni Duemila che si accostavano maggiormente alla hard trance.